# إينغين بايطار
إينغين بايطار (بالتركية: Engin Baytar)‏ (11 يوليو 1983 بغوترسلوه في ألمانيا - ) هو لاعب كرة قدم تركي وألماني في مركز الوسط. شارك مع منتخب تركيا لكرة القدم. أما مع النوادي، فقد لعب مع أرمينيا بيليفيلد وإسكيشهرسبور وتشايكور ريزه سبور وغلطة سراي وغنتشلربيرليغي وكارسياكا ونادي طرابزون سبور وIstanbul Maltepespor ‏ وبي بي إيرزورومسبور.

## وصلات خارجية
- إينغين بايطار على موقع اتحاد تركيا (لاعب) (الإنجليزية)
- إينغين بايطار على موقع قاعدة بيانات كرة القدم.إي يو (الإنجليزية)
- إينغين بايطار على موقع ناشيونال فوتبول تيمز (الإنجليزية)
- إينغين بايطار على موقع Soccerway.com (الإنجليزية)
- إينغين بايطار على موقع عالم كرة القدم.نت (الإنجليزية)
- إينغين بايطار على موقع AS.com (الإسبانية)